# Kosti smiraj traže
Kosti smiraj traže je hrvatski dokumentarni film iz BiH iz listopada 2012. godine. Filmske usluge u ovom projektu napravio je StudioM.
Dokumentarni film govori o radu Povjerenstva za obilježavanje i uređivanje grobišta iz Drugog svjetskog rata i poraća na području općine Široki Brijeg i o Vicepostulaturi postupka mučeništva »Fra Leo Petrović i 65 subraće«. Govore svjedoci komunističkih ubojstava, sudionici Križnog puta, stručnjaci za sudsku medicinu, patologiju i arheologiju, te ljudi koji su se iz ljubavi prema istini i poštovanju prema žrtvama uključili u rad ovog Povjerenstva. Film se sastoji od kombiniranih arhivskih fotografija i igranih prizora.